# 鶴見辰吾
鶴見 辰吾（つるみ しんご、1964年〈昭和39年〉12月29日 - ）は、日本の俳優、タレント、歌手。
東京都出身、神奈川県横浜市在住。成蹊大学法学部政治学科卒業。ホリプロ所属。弟は元俳優の三上祐一。母方の先祖に本多康重。

## 略歴
東京都港区北青山出身。原宿幼稚園、港区立青山小学校、成蹊中学校・成蹊高等学校を経て成蹊大学法学部政治学科卒業（映画の『翔んだカップル』や『レイクサイド マーダーケース』で共演した薬師丸ひろ子とは幼稚園・小学校の同級生。）。
小学校時代の楽しみは「宝塚」で、『ベルサイユのばら』のアンドレに憧れて将来自分も舞台に立ちたいと願うものの、男はタカラジェンヌになれないと知って涙をのむ。中学生となり、叔母が応募したテレビドラマ『竹の子すくすく』（1977年）の一般公募オーディションで2,582人の応募者の中から選ばれて片平なぎさの弟役を演じ、12歳で俳優デビュー。その後子役としてNHK大河ドラマなどに出演する。
1979年、中学3年生の時に『3年B組金八先生』第1シリーズに出演。中学生の妊娠・出産を題材としたエピソード「十五歳の母」で杉田かおる演じる同級生と恋に落ち、妊娠、そして父親となる難役を演じて注目を集める。『3年B組金八先生』にて主要生徒役を演じたことをきっかけに、1980年代は『高校聖夫婦』など、大映テレビ制作ドラマの常連として松村雄基や伊藤かずえらとともに活躍。また、1980年には相米慎二監督のデビュー作となる『翔んだカップル』で映画初出演し、映画初主演を務める。成蹊大学に入学するとドラマの主役が相次いで、一時学業を離れた後、卒業をあきらめきれないとして数年後に大学に戻り8年がかりで卒業している。
1987年には映画プロデューサーとして『卒業プルーフ』を製作し、商業映画史上最年少プロデューサー（当時）として話題となる。
1990年代に入ると映画やテレビ、舞台などで幅広く活躍。役者としての将来に不安を抱き始めた30歳目前には根津甚八の助言も得て人生初の悪役にも挑戦し、試行錯誤を経て、映画『GONIN』（1995年）で演じた暴力団の若頭役のリアルな演技が評判を呼ぶ。
1996年以降は、映画での演技も評価され、さまざまな役柄を巧みに演じ分ける「演技のデパート」を自他共に認める名脇役としての地盤を確立。脇役に回って以降は、青春スター時代のイメージとは一変した地味で抑えた役柄・悪役も演じるようになり、リアリティある中高年役をこなせる俳優として活躍している。
私生活では、2004年に一般女性と結婚。妻の出身地であり、昔から好きだったという神奈川県横浜市にて生活する。

## 人物
趣味・特技は自転車（ロードバイク）、日舞、スキー。39歳で出合ったロードバイクだが「ロードバイク好き芸能人の元祖」とも呼ばれ、2007年には自転車活用推進研究会により2代目自転車名人に選出されている。『J SPORTS cycle road race』にもしばしばゲストとして招かれており、2010年のツール・ド・フランス中継に登場した際は「多い月は月間2,000km以上自転車で走る」とコメントした。
50歳にして初マラソンに挑戦。2015年3月15日開催の第1回横浜マラソンでは、レース前自ら「3時間30分以内が目標」と語ったが、それを大きく上回る3時間12分58秒という驚異的なゴールタイムで完走した。しかし、この大会は後に186.2メートル距離が短いことが判明、リベンジして臨んだ2016年の横浜マラソンで3時間9分27秒の初公式記録で完走した。
2017年5月3日に放送された日本テレビ系『ナカイの窓』に出演「ハマりすぎ芸能人 第5弾」にて、18ホールをタイムと打数で競う新たなスポーツ『スピードゴルフ』という競技にハマっていると熱く語った。ゴルフは通常18ホール4時間以上は掛かるスポーツであるが、同競技内においては1時間ほどでホールアウトをしてしまうという。「すごい疲れる」と本音を漏らしたものの、そのハードな『スピードゴルフ』を体験し「普段のゴルフがメチャクチャ楽しい」とコメントした。
目指す俳優像として、俳優の仕事を料理に例え、例えば映画『Zアイランド』主演の哀川翔が（俳優でいうスターに相当する）メインの「ステーキ」であれば、自身は生でも茹でてもおいしくハンバーグのつなぎにもなれる、さまざまな食べ方を提供できて主役にも脇役にもなれる「卵」のような存在でありたいと語っている。
2011年の第12回東京フィルメックスの特集上映「相米慎二のすべて〜1980-2001 全作品上映〜」『翔んだカップル』のトークゲストとして登場し、相米慎二監督の思い出を語った。
ミュージシャンの中島フミアキと『ためご』として定期的にライブ活動を行っており、2012年にはさらに杉山清貴を含めた3人で『京浜ボーイズ』を結成し、活動している。

## 出演

### テレビドラマ

#### NHK
- 松本清張シリーズ 天城越え（1978年10月7日） - 少年 役[18]
- 大河ドラマ
  - 草燃える（1979年） - 万寿 役
  - 毛利元就（1997年） - 桂元澄 役
  - 義経（2005年） - 平宗盛 役
  - 天地人（2009年） - 明智光秀 役
  - 軍師官兵衛（2014年） - 小早川隆景 役
- 連続テレビ小説
  - ハイカラさん（1982年） - 野沢新平 役
  - 梅ちゃん先生（2012年） - 立花陽造 役
  - 舞いあがれ!（2023年） - 荒金正人 役[19]
- 天使みたい（2003年） - 戸川翔一郎 役
- きみの知らないところで世界は動く（2005年） - 北村和哉 役
- 陽炎の辻〜居眠り磐音 江戸双紙〜シリーズ - 中居半蔵 役
  - 陽炎の辻〜居眠り磐音 江戸双紙〜（2007年）
  - 陽炎の辻2〜居眠り磐音 江戸双紙〜（2008年）
  - 陽炎の辻3〜居眠り磐音 江戸双紙〜（2009年）
- 新マチベン 〜オトナの出番〜（2007年） - 土井猛 役
- 最後の戦犯（2008年） - 三園達雄 役
- 坂の上の雲 (テレビドラマ)（2010年） - 松川敏胤 役
- クラシックミステリー 名曲探偵アマデウス（2011年） - 久留辺五郎 役
- 新選組血風録（2011年） - 伊東甲子太郎 役
- 未解決事件（2011年） - 津野恭誉 役
- 生むと生まれるそれからのこと（2011年8月27日、NHK BSプレミアム）
- 実験刑事トトリ（2012年） - 和田隆臣 役
- 下町ボブスレー（2014年3月1日 - 15日、NHK BSプレミアム） - 間宮靖夫 役
- 東京が戦場になった日（2014年3月15日） - 神戸正孝 役
- ぼんくら（2014年） - 湊屋総右衛門 役
- ライドライドライド（2014年） - 小山田博 役
- ドキュメンタリードラマ 阪神・淡路大震災20年「忘れない…にいちゃんのランドセル」（2015年1月12日、NHK BS1） - 米津勝之 役
- ランチのアッコちゃん（2015年） - 山川部長 役
- ガッタン ガッタン それでもゴー（2015年） - 森田哲治 役
- ふれなばおちん（2016年） - 上條義行 役
- 赤ひげ 第3回「最期の告白」（2017年11月17日、NHK BSプレミアム） - 佐八 役
- そろばん侍 風の市兵衛 - 柳屋稲左衛門 役
  - 第1回「春の風」（上）（2018年5月19日）
  - 第2回「春の風」（中）（2018年5月26日）
  - 第3回「春の風」（下）（2018年6月2日）
- おしい刑事（2019年、NHK BSプレミアム） - 長宗我部正善 役
- サギデカ（2019年8月31日 - 9月21日） - 北原宗一郎 役
- リバイバルドラマ「Wの悲劇」（2019年11月23日、NHK BSプレミアム / 2020年2月24日） - 和辻繁 役
- ETV特集「義男さんと憲法誕生」（2020年5月2日、NHK Eテレ） - 鈴木義男 役（劇中ドラマ）[20]
- 明治開化 新十郎探偵帖（2020年 - 2021年、NHK BSプレミアム） - 西郷隆盛 役
- しかたなかったと言うてはいかんのです（2021年8月13日） - 石田幸三 役[21]
- エンディングカット（2022年3月19日） - 渡辺正人 役
- ガラパゴス（2023年2月6日・13日、NHK BSプレミアム・NHK BS4K） - 松崎直樹 役[22]
- 育休刑事（2023年4月18日 - 6月20日） - 石蕗聡 役[23]
- 母の待つ里 第1話（2024年8月16日、NHK BSプレミアム4K / 2024年9月21日、NHK BS） - 秋山光夫 役[24][25]

#### 日本テレビ
- 山を走る女（1981年11月19日） - 厚 役
- パパになりたかった犬（1984年1月9日 - 3月26日） - 土井一章 役
- あなたの知らない世界 不思議な愛の物語「真夜中の呼び声」（1990年12月22日） - 堀考二 役
- 検事・若浦葉子 第1話「心の扉を開ける鍵・時効不成立! 母子の歪んだ絆が生む幼児殺害事件」（1991年4月13日）
- ボーダー 犯罪心理捜査ファイル 第1回「地下室の快楽殺人」（1999年1月11日、読売テレビ） - 田崎 役
- スーパーテレビ情報最前線特別版「よど号ハイジャック事件122時間の真実」 (2002年9月23日） - 運輸政務次官・山村新治郎 役
- リモート - 絵馬和夫 役
  - 第3話「飛び散るブルマ大爆発!? 狙われた学園にセーラー服で潜入捜査」（2002年10月26日）
  - 第4話「サバイバルゲーム完結・爆弾犯と悲しい遺書の真相」（2002年11月2日）
- 一番大切な人は誰ですか?（2004年10月13日 - 12月15日） - 木幡功 役
- 神はサイコロを振らない - 黒木誉 役
  - 第5話「十年前の情熱を、今も持ち続けていますか?」（2006年2月15日）
  - 第6話「10年前の恋人は今、友達ですか?」（2006年2月22日）
  - 第8話「残された3日間…皆を俺が助ける」（2006年3月8日）
  - 最終話「最後の一日運命は変えられる!」（2006年3月15日）
- 有閑倶楽部 第8話「花束爆弾!?」（2007年12月4日） - ケイコ 役
- リバース〜警視庁捜査一課チームZ〜（2013年4月5日） - 石崎左門 役
- そして、誰もいなくなった（2016年7月17日 - 9月11日） - 西条信司 役
- Missデビル 人事の悪魔・椿眞子（2018年4月14日 - 6月16日） - 斉藤修 役
- それってパクリじゃないですか? - 芹沢和馬 役
  - 第7話「特許の怪物、現る」（2023年5月24日）
  - 第8話「本物の怪物」（2023年5月31日）
- 火曜サスペンス劇場
  - 遠ざかる声（1987年8月18日） - 松本宗幸 役
  - あなたの知らないあなたの部屋（1989年5月30日）
  - 薔薇色の罠（1989年9月26日） - 野口伸 役
  - サンタクロース殺人事件（1990年12月25日） - 堀江健次 役
  - 盗聴の夜（1991年7月23日）
  - ウエディングベルをもう一度（1993年6月8日） - 緒方修一 役
  - 女友達（1997年7月15日） - 吉川智樹 役
  - 救急指定病院10（1999年10月19日） - 平山輝夫 役
  - 松本清張スペシャル 事故（2002年7月9日） - 山西省三 役
  - 京都金沢雪女殺人事件（2005年4月19日） - 堂島正輝 役
- 水曜グランドロマン
  - レモンのキッス（1989年）

#### TBS
- ナッキーはつむじ風（1978年） - 大原修二  役
- 3年B組金八先生 - 宮沢保 役
  - 第1シリーズ（1979年 - 1980年）
  - 第2シリーズ 第13話「同窓会・贈る言葉」（1980年）
  - スペシャル1「贈る言葉」（1982年）
  - スペシャル4「イジメられっ子金八先生」（1985年）
  - スペシャル5「先生の暴力・生徒の暴力」（1986年）
  - スペシャル6「新・十五歳の母」（1987年）
  - 第4シリーズ 第10話 - 第11話「十五歳の母と父」（1995年）
  - ファイナル「最後の贈る言葉」（2011年）
- GOGO! チアガール（1980年） - 星野誠 役
- 高校聖夫婦（1983年） - 安西俊 役
- 胸さわぐ苺たち（1983年）
- 無邪気な関係（1984年） - 結城恒夫 役
- スクール☆ウォーズ（1984年） - 名村直 役
- ザ・サスペンス「強情な女」（1984年） - 水尾真一 役
- 乳姉妹（1985年） - 大丸雅人 役
- ポニーテールはふり向かない（1985年） - 名倉邦男 役
- 痛快!OL通り（1986年） - 永倉徹 役
- 八つ墓村（1991年） - 寺田（多治見）辰弥 役
- いつか好きだと言って（1993年） - 木田智彦 役
- お兄ちゃんの選択（1994年） - 戸倉和彦 役
- 向田邦子新春シリーズ「風を聴く日」（1995年） - 安村公作 役
- 松本清張特別企画・顔（1999年） - 高沢プロデューサー 役
- 幸せになりたい!（2005年） - 飯島晃 役
- クロサギ（2006年） - 榊原正 役
- 花より男子2（リターンズ）（2007年） - ケン内田 役
- ハンチョウ〜神南署安積班〜（2009年） - 山根健二 役
- 官僚たちの夏 - 倉石太郎 役
  - 第8話「総理の死」（2009年9月6日）
  - 第9話「涙の叫び」（2009年9月13日）
- 浅見光彦〜最終章〜 第5話「京都・近江 編」（2009年11月18日） - 吉村春夫 役
- LADY〜最後の犯罪プロファイル〜 - 香月直也 役
  - Episode1「日本初! 犯罪分析のドリームチーム誕生! 天才プロファイラーVS紙喰う殺人鬼! 哀しき少年神隠しの深き闇」（2011年1月7日）
  - Episode4「VS天才死刑囚! 神予言の罠」（2011年1月28日）
  - Episode「最後の事件…最悪の24時間」（2011年3月4日）
  - Final Episode「終幕…もう一人の真犯人」（2011年3月25日）
- アントキノイノチ〜プロローグ〜天国への引越し屋（2011年11月5日） - 古田厚志 役
- 運命の人 第8話「逆転判決!? 暴走する女の執念」（2012年3月4日） - 増見豊 役
- 奇跡のホスピス（2012年3月28日、毎日放送） - 田辺史昭 役
- 宮部みゆきミステリー パーフェクト・ブルー 第7話「ひき逃げと児童虐待悔いた母…命を賭けたつぐない」（2012年11月19日） - 中山雄一 役
- 彼岸島（2013年10月25日 - 12月27日） - 五十嵐一郎 役（特別出演）
- 安堂ロイド〜A.I. knows LOVE?〜 - 幹谷総一 役
  - 第7話「ロイド!! あなたは私が護る」（2013年11月24日）
  - 第8話「想いは奇跡をうむ、誕生の夜」（2013年12月1日）
  - 第9話「兄妹の絆〜孤独が犯した過ち」（2013年12月8日）
  - 最終話「約束の時、想いは永遠に」（2013年12月15日）
- MOZU Season1〜百舌の叫ぶ夜〜（2014年） - 村瀬龍臣 役
- 99.9-刑事専門弁護士- SEASON I 第3話「消えた1000万円!! 空白の15年…母と娘の絆」（2016年5月1日） - 川口社長 役
- A LIFE〜愛しき人〜 第4話「ナースのプライド」（2017年2月5日） - 片山修造 役
- 初めて恋をした日に読む話（2019年） - 由利菖次郎 役
- Heaven? 〜ご苦楽レストラン〜 - 伊賀静 役
  - 第3話「オーナー激似の伊賀母登場! 超難敵!! 息子を長崎に連れ帰る!?」（2019年7月23日）
  - 最終話「さよなら! ロワン・ディシー」（2019年9月10日）
- MIU404 第2話「切なる願い」（2020年7月3日） - 田辺将司 役
- TOKYO MER〜走る緊急救命室〜（2021年7月4日 - 9月12日） - 久我山秋晴 役
  - TOKYO MER〜隅田川ミッション〜（2023年4月16日）[26]
- Get Ready! 第6話「水面の秘密…娘は父を救うのか!?」（2023年2月12日） - 嶋崎康弘 役[27]
- 月曜ドラマスペシャル→月曜ミステリー劇場→月曜ゴールデン
  - ブライダルコーディネーターの事件簿1「疑惑の花嫁」（1997年6月9日） - 持田優介 / 山中一浪 役
  - 弁護士芸者のお座敷事件簿（2000年） - 柏木俊之 役
  - 宗像教授伝奇考（2000年） - 忌部捷一郎 役
  - 真実を追う男1（2002年11月11日） - 星野秀一 役
  - 検察官 沢木穂乃歌2「悪の断層」（2005年8月1日） - 神山俊次 役
  - 遺品整理人 谷崎藍子1「死者が遺したメッセージ」（2010年5月24日） - 相沢俊介 役
  - 特捜弁護士・橘竜太郎「雪冤の旅」（2013年6月10日） - 砂村英一 役
  - 浅見光彦シリーズ34「壺霊」（2014年11月17日） - 奥宮泰三 役

#### フジテレビ
- 土曜ナナハン学園危機一髪「グッバイ・ミュージック・メイト」（1980年9月27日） - 田代潤 役
- 早春スケッチブック（1983年） - 望月和彦 役
- 裸の大将23「清と島の花嫁さん」（1987年）
- 私の夫はルージュが似合う　（1987年）‐ キャッシー　役
- 季節はずれの海岸物語（1991年）
- 生きて行く私（1991年） - 北原武夫 役
- パ★テ★オ（1991年） - 寺田正樹 役
- 素顔のままで（1992年） - 市村義彦 役
- チャンス! （1993年） - 武藤慎一 役
- 半熟卵（1994年） - 松島宏 役
- 愛の風（1996年）
- 恋はあせらず（1998年） - 草野純一 役
- 太陽は沈まない（2000年） - 池澤弁護士 役
- カバチタレ!（2001年） - 内田陽平 役
- 美女か野獣（2003年） - 三屋洋介 役
- 恋におちたら〜僕の成功の秘密〜（2005年） - 桜庭智明 役
- 危険なアネキ（2005年） - 望月大地 役
- 女の一代記（2005年） - 山本紫朗 役
- 劇団演技者。（2005年） - 戸川秋彦 役
- 星に願いを〜七畳間で生まれた410万の星〜（2005年） - 広重満 役
- 和田アキ子物語（2008年） - 小林甫 役
- チーム・バチスタの栄光（2008年） - 垣谷雄次 役
- アタシんちの男子（2009年） - 峯田徹 役
- カイドク〜都市伝説の暗号ミステリー〜（2009年） - 日下部真一 役
- オトメン（乙男）（2009年） - 城之内ミラ 役
- ジョーカー 許されざる捜査官（2010年） - 中崎道彦 役
- ブルータスの心臓-完全犯罪殺人リレー（2011年） - 宗方伸一 役
- 花ざかりの君たちへ〜イケメン☆パラダイス〜2011（2011年） - 佐野岳彦 役
- ラッキーセブン（2012年） - 峯岸人事部長 役
- リーガル・ハイ（2012年） - 葛西サトシ 役
- ラストホープ（2013年） - 四十谷孝之 役
- ミス・パイロット（2013年） - 宮田五郎 役
- HERO（2014年） - 小此木誠 役
- 若者たち2014（2014年） - 永原恭一 役
- 医師たちの恋愛事情（2015年） - 柏木誠司 役
- FINAL CUT（2018年） - 芳賀恒彦 役
- 直撃!シンソウ坂上2時間SP「日航123便からのメッセージ・33年目の真相」（2018年8月16日） - 田淵親吾 役
- 実録ドラマ 3つの取調室〜埼玉愛犬家連続殺人事件〜（2020年10月4日） - 関根元 役[28]
- さくらの親子丼3（2020年10月17日 - 12月19日、東海テレビ） - 岡林康浩 役
- スタンドUPスタート 第6話「失敗を恐れるな! 倒産危機と地元を救う挑戦!」（2023年2月22日） - 五十嵐正人 役[29]
- ウソ婚（2023年7月11日 - 9月26日、関西テレビ） - 二木谷皓司 役[30]
- トクメイ!警視庁特別会計係（2023年10月16日 - 12月25日、関西テレビ） - 中塚文雄 役
- 世にも奇妙な物語
  - 「屋上風景」（1990年）
  - 「秘密の花園」（1991年） - 松田直人 役
  - 「耳鳴り」（1991年） - 仲田慎二 役
  - '97春の特別編「史上最強の転校生」（1997年） - 黒岩先生 役
  - '02秋の特別編「昨日の君は別の君　明日の私は別の私」（2002年） - 山田一平 役
  - '21夏の特別編「デジャヴ」（2021年） - 南野正隆 役
- 金曜女のドラマスペシャル
  - おふくろシリーズ2（1986年） - 北原剛（息子） 役
- 金曜エンタテイメント
  - ツインズな探偵1（1999年） - 秋山貞治 役
  - ナースな探偵3（2000年） - 藤本庸介 役
- 金曜プレステージ
  - お母さん ぼくが生まれてごめんなさい（2007年） - 大塚圭吾 役
  - 松本清張スペシャル・殺人行おくのほそ道（2007年） - 芦名信雄 役
  - 岡部警部シリーズ4（2009年） - 桜井清三 役
  - 外科医 鳩村周五郎4（2010年） - 如月竜太郎 役
  - 浅見光彦シリーズ40（2011年） - 市川武司 役
  - 十津川刑事の肖像6（2012年） - 渡辺義信 役

#### テレビ朝日
- 竹の子すくすく（1977年）
- 森繁久彌のおやじは熟年（1981年） - 大文字健介 役
- 夏が来れば思い出す ダウンタウン・ヒーローズ（1988年8月9日、火曜スーパーワイド） - 主演
- ザ・刑事（1990年） - 丹内浩太郎 役
- 京都迷宮案内（1999年） - 田崎雄一 役
- 賢者の贈り物（2001年）
- 相棒
  - season2 第10話「殺意あり」（2003年12月17日） - 青木周作 役
  - season16 第10話「サクラ」（2018年1月1日） - 有馬武人 役
- 聖徳太子の超改革（2007年） - 蘇我馬子 役
- 科捜研の女
  - 新・科捜研の女スペシャル（2008年3月13日） - 小田島裕也 役
  - 正月スペシャル（2017年1月3日） - 石井和夫 役
- 警視庁失踪人捜査課 第5話「消えた14歳の娘! 秘密の放課後」（2010年5月14日） - 里田直樹 役
- 新・警視庁捜査一課9係 season2 - 黒沢博敏 役
  - 第11話「殺人ネイル」（2010年9月8日）
  - 最終話「ヒミコ強奪」（2010年9月15日）
- 霊能力者 小田霧響子の嘘 第4霊「ポルターガイストの謎」（2010年10月31日） - 村山良夫 役
- Dr.伊良部一郎 第4話「モンスター患者!? 究極の臨死体験」（2011年2月20日） - 泉田純 役
- 仮面ライダーフォーゼ（2011年9月4日 - 2012年8月26日） - 我望光明 役
- DOCTORS〜最強の名医〜 第5話「絶体絶命!! ナース達の反乱」（2011年11月24日） - 坂口和夫 役
- 京都地検の女 第7シリーズ 第5話「vs東京地検の男!! 京都鴨川西、小さな花屋に咲く奇跡」（2011年8月18日） - 瀬戸雅之 役
- ドクターX〜外科医・大門未知子〜 第1シリーズ 第4話「私にとって手術は、プライスレスのライフワークです」（2012年11月15日） - 四谷篤 役
- ダブルス〜二人の刑事 第3話「1000億の殺人!! 目撃者はシングルマザー」（2013年5月2日） - 瀬川専務 役
- 刑事110キロ 第1シリーズ 第7話「なぜ彼を撃ったの? 親友警官に問う!! 京都の里山で起きた銃撃事件の裏の裏」（2013年6月6日） - 横山忠志 役
- だましゑ歌麿III（2013年7月27日） - 村井順之介 役
- 宮本武蔵（2014年3月15日・16日） - 青木丹左衛門 役
- 緊急取調室 SECOND SEASON - 久保寺圭 役
  - 第8話「喪服を着る男」（2017年6月8日）
  - 最終話「父ふたり」（2017年6月15日）
- 声ガール!（2018年4月7日 - 6月9日） - 大島雄一郎 役
- 乱反射（2018年9月22日、名古屋テレビ） - 石橋忠行 役
- 無用庵隠居修行3（2019年9月13日、BS朝日） - 渡辺伴助 役
- マルス-ゼロの革命- 第3話「被害90億円!地面師事件」（2024年2月6日） - 桜庭直道 役[31]
- 土曜ワイド劇場→土曜プライム・土曜ワイド劇場
  - 法医 歯科学の女1（1997年1月25日） - 木戸勇太 役
  - 大東京四谷怪談（1997年8月30日） - 伊藤新之助 役
  - 松本清張スペシャル・黒い樹海（1997年11月29日） - 吉井栄二 役
  - おばはん刑事!流石姫子 - 堤恭一 役
    - おばはん刑事!流石姫子1（1998年9月5日）
    - おばはん刑事!流石姫子2（1999年5月8日）
    - おばはん刑事!流石姫子3（1999年10月23日）
    - おばはん刑事!流石姫子4（2000年4月8日）
    - おばはん刑事!流石姫子5（2000年10月14日）
    - おばはん刑事!流石姫子6（2001年7月28日）
    - おばはん刑事!流石姫子7（2002年9月7日）
    - おばはん刑事!流石姫子8（2003年8月2日）
    - おばはん刑事!流石姫子ファイナル（2006年8月26日）

  - 法医学教室の事件ファイル13（2001年2月3日） - 友永周 役
  - 火災調査官・紅蓮次郎10（2010年2月13日） - 石田晴夫 役
  - おとり捜査官・北見志穂15（2011年4月9日） - 植草竜司 役
  - 温泉若おかみの殺人推理23（2012年4月28日） - 立花秀雄 役
  - ゴーストライターの殺人取材 - 鮫島一希 役
    - ゴーストライターの殺人取材1（2012年8月4日）
    - ゴーストライターの殺人取材2（2015年11月14日）

  - 広域警察8（2017年1月14日） - 高村順一郎 役

#### テレビ東京
- 月曜・女のサスペンス 文豪シリーズ「注文の多い料理店」（1990年） - 小林 役
- 斜陽（1993年） - 直治 役
- こころ（1994年） - 私 役
- 経済ドキュメンタリードラマ ルビコンの決断（2009 - 2010年） - 山中直樹 役
- SAMURAI CODE（2010年） - 牧村元 役
- 明日をあきらめない…がれきの中の新聞社〜河北新報のいちばん長い日〜（2012年） - 菊池道治 役
- 男と女のミステリー時代劇（2016年、BSジャパン） - 黒田清右衛門 役
- 特命刑事 カクホの女（2018年） - 刈谷晋作 役（特別出演）
- 宮本から君へ（2018年） - 梶井 役
- W県警の悲劇 第4話「一途な女」（2019年8月17日、BSテレ東） - 野尻恒之 役
- 珈琲いかがでしょう - 夕張 役
  - 第7話「ぼっちゃん珈琲」（2021年5月17日）
  - 最終話「暴力珈琲」・「ポップ珈琲」（2021年5月24日）
- 女と愛とミステリー
  - いなか刑事・伊原泰三の退職捜査日誌3（2002年） - 緒方悟 役
  - 小早川警視正シリーズ2（2003年） - 大鳥文雄
- 水曜ミステリー9
  - 監察医・篠宮葉月 死体は語る11（2012年） - 峰岸誠 役

#### 関西テレビ
- 連続殺人鬼カエル男（2020年） - 渡瀬 役

#### WOWOW
- 人間昆虫記（2011年） - 釜石桐郎 役
- アキラとあきら（2017年） - 紀田 役
- 悪の波動 殺人分析班スピンオフ（2019年10月6日 - 11月3日） - 篠宮賢治 役
- 密告はうたう 警視庁監察ファイル（2021年8月22日 - 9月26日） - 堤忠男 役
- 完全無罪（2024年7月7日 - 8月4日） - 真山健一 役[32]

#### BSスカパー!
- 疫病神シリーズ - 嶋田和夫 役
  - 破門（疫病神シリーズ）（2015年）
  - 螻蛄（疫病神シリーズ）（2016年）

### インターネットドラマ
- Cradle［クレイドル］ -眠れぬ夜の子守唄-（2007年、日本ベーリンガーインゲルハイム、全10話） - 安西修 役
- 仮面ライダーゴースト 伝説!ライダーの魂! （2016年、東映） - サジタリウス・ノヴァの声 役（友情出演）
- 全裸監督2（2021年6月24日 全話配信、Netflix） - テレビプロデューサー 役
- 季節のない街（2023年8月9日、ディズニープラス『スター』） - 三木本 役[33]

### 映画
- 翔んだカップル（1980年、東宝） - 主演・田代勇介 役（薬師丸ひろ子とダブル主演）
- ときめき海岸物語（1984年、松竹） - 山口隆明 役
- 潮騒（1985年、東宝） - 主演・久保新治 役
- 台風クラブ（1985年、東宝 / ATG） - 三上敬士 役
- 海上花（1986年） - 中村 役
- いとしのエリー（1987年、東宝） - 真名古敬一 役
- 名門!多古西応援団（1987年、東映） - 蒲生貴明 役
- 流金歲月（1988年、香港映画） - 家明 役
- 226（1989年、松竹富士） - 高橋太郎 役
- 一杯のかけそば（1992年） - 兄 役
- ヒーローインタビュー（1994年） - 石井 役
- GONIN（1995年） - 久松茂 役
- アタシはジュース（1996年） - 一条伸二 役
- GONIN2（1996年） - 代市 役
- 月とキャベツ（1996年） - 理人 役
- 軽井沢夫人 官能の夜想曲（ノクターン、1996年）
- 恋と花火と観覧車（1997年） - 喫茶店店長 役
- なにわ忠臣蔵（1997年）堀内 役
- らせん（1998年、東宝） - 宮下 役
- 鮫肌男と桃尻女（1999年、東北新社） - フクダミツル 役
- DEAD OR ALIVE 犯罪者（1999年） - 陳 役
- 修羅がゆく10 北陸代理決戦（1999年） - 神先組五代目組長 神先憲介 役
- フリーズ・ミー（2000年） - 小島篤 役
- 風花（2001年、シネカノン） - 冨田重之 役
- モウ翔ブ夢ハ見ナイ (2002年) ‐ 生駒亮司 役
- スクールデイズ（2005年）
- ヒナゴン（2005年） - 橋本勝（カツ） 役
- レイクサイド マーダーケース（2005年） - 関谷孝史 役
- ローレライ（2005年、東宝） - 大湊三吉 役
- エリ・エリ・レマ・サバクタニ（2005年） - カゼモト 役
- L change the WorLd（2008年） - 二階堂公彦 役
- 花より男子F（ファイナル）（2008年、東宝） - ケン内田 役
- ノン子36歳（家事手伝い）（2008年） - 宇田川 役
- 魔法遣いに大切なこと（2008年） - 健田伊佐夫 役
- 春色のスープ（2008年） - 岡島隆三 役
- MW-ムウ-（2009年） - 松尾秘書 役
- ネコナデ（2009年） - 辰美孝四郎 役
- ランデブー!（2010年） - 山岡警部補 役
- 東京島（2010年） - 隆 役
- THE LAST MESSAGE 海猿（2010年） - 吉森久貴 役
- ×ゲーム（2010年） - 赤間 役
- 極道兵器（2011年） - 倉脇重介 役
- はやぶさ/HAYABUSA（2011年） - 喜多修 役
- アントキノイノチ（2011年） - 古田厚志 役
- 仮面ライダーシリーズ（東映） - 我望光明 役
  - 仮面ライダー×仮面ライダー フォーゼ&オーズ MOVIE大戦MEGA MAX（2011年）
  - 仮面ライダーフォーゼ THE MOVIE みんなで宇宙キターッ!（2012年）
- マイウェイ 12,000キロの真実（2011年、韓国 / 2011年12月21日韓国公開 / 2012年1月14日日本公開 / CJ E&M CORPORATION&SK PLANET＆東映） - 高倉誠司 役
- 私の叔父さん（2012年） - 布美雄 役
- 麒麟の翼 〜劇場版・新参者〜（2012年） - 小竹由紀夫 役
- 黄金を抱いて翔べ（2012年） - 末永 役
- カラスの親指（2012年） - ヒグチ 役
- ストロベリーナイト（2013年） - 藤元英也 役
- 舟を編む（2013年） - 村越局長 役
- 埼玉家族（2013年）
- キカイダー REBOOT（2014年） - ギルバート神崎 / ハカイダー 役
- ぼくたちの家族（2014年）
- わたしのハワイの歩きかた（2014年） - 大橋社長 役
- シャンティ デイズ 365日、幸せな呼吸（2014年） - 若尾編集長 役
- orange（2015年） - 中野幸路 役[34]
- Zアイランド（2015年） - 宗形組幹部 武史（宗形組長の舎弟） 役
- はなちゃんのみそ汁（2016年） - 加山医師 役
- セーラ服と機関銃 -卒業-（2016年） - くさかべ 役[35]
- シン・ゴジラ（2016年） - 矢島副長 役[36][2]
- 密偵（2016年） - 朝鮮総督府警務局部長ヒガシ 役
- 太陽（2016年） - 曽我征治 役
- ポエトリーエンジェル（2017年） - 玉置靖 役
- アヤメくんののんびり肉食日誌（2017年） - 菖蒲綾夫 役
- ばぁちゃんロード（2018年） - 田中匠 役
- 日日是好日（2018年） - 典子の父 役
- 栞（2018年） - 高野稔 役
- ボクはボク、クジラはクジラで、泳いでいる。 （2018年） - 富樫 役
- マスカレード・ホテル（2019年） - 宿泊部長 田倉 役
- きばいやんせ!私（2019年） - 鏑木 役
- こはく（2019年） - 三田崇之 役
- 惡の華（2019年）
- ダウト〜嘘つきオトコは誰?〜（2019年） - 尾崎正造 役
- 影踏み（2019年） - 馬淵昭信 役[37]
- Daughters（2020年） - 並木宏忠 役
- 生きちゃった（2020年） - 田代 役
- サイレント・トーキョー（2020年、東映） - 磯山毅 役
- 太陽は動かない（2021年3月5日、ワーナー・ブラザース映画） - 河上満太郎 役[38]
- るろうに剣心 最終章 The Final（2021年4月23日、ワーナー・ブラザース映画） - 浦村署長 役
- 嘘喰い（2022年2月11日、ワーナー・ブラザース映画） - 小野寺昌弘 役[39]
- チェリまほ THE MOVIE〜30歳まで童貞だと魔法使いになれるらしい〜（2022年4月8日、アスミック・エース） - 黒沢の父 役
- 劇場版TOKYO MER〜走る緊急救命室〜（2023年4月28日、東宝） - 久我山秋晴 役[40][41][42]
  - 劇場版TOKYO MER〜走る緊急救命室〜南海ミッション（2025年8月1日、東宝）[43]
- 月（2023年10月13日、スターサンズ）[44]
- 愛にイナズマ（2023年10月27日、東京テアトル） - 佐々木智夫 役[45]
- はたらく細胞（2024年、ワーナー・ブラザース映画）

### Vシネマ
- 白百合女学園洋弓部 白銀の標的（1991年）
- 2人のマジカル・ナイト（1991年）
- 凶銃・戻り道はない（1997年） - 経済研究所の男 役（特別出演）
- 現金狩り最終出口（1999年）
- 悪銭狩り（2000年） - 脇坂（情報収集のプロ）
- 世紀末恐怖劇場 とても優しい隣人たち（2000年） - 田村文也 役
- 野良犬（2002年） - 菊井四郎（博打打ち）
- 実録・青森抗争（2002年）- 梅谷宗家代行 福井亮吉 役

### 舞台
- お気に召すまま
- 十二夜
- タイタス・アンドロニカス
- MIRACLE
- ピーターパン（2002～2004、2007、2008、2017年）
- 山口百恵トリビュートミュージカル プレイバックpart2 屋上の天使
- 間違いの喜劇
- ロックオペラ モーツァルト（2013年）
- アドルフに告ぐ（2015年）峠草平役
- 熱帯樹（2019年）
- ビリー・エリオット〜リトル・ダンサー〜（2024年） -  ビリーの父 役[46]
- ボニー&クライド（2025年） - シュミット保安官 役[47]
- Once（2025年） - ダ 役[48]
- 雪の女王（2026年公演予定） - 語り手 / 魔女 / 山賊の頭領 役[49]

### クイズ番組
- ネプリーグ（2008年10月13日、フジテレビ）

### テレビアニメ
- 最強武将伝 三国演義（2010年、テレビ東京） - 曹操 役
- へうげもの（2011年、BSプレミアム） - 徳川家康 役[50]

### 劇場アニメ
- 明日をつくった男 田辺朔郎と琵琶湖疏水（2003年） ※実写パートへの出演[51]

### 吹き替え
- エンドレス・ラブ（デヴィッド・アクセルロッド〈マーティン・ヒューイット〉） ※日本テレビ版

### シングル
- ガラスの街（1985年）

### アルバム
- ガラスの世代（1985年）

### PV
- 前田敦子1stシングル「Flower」（2011年6月22日）

### ゲーム
- 仮面ライダー バトライド・ウォー - サジタリウス・ゾディアーツ 役
  - 仮面ライダー バトライド・ウォー（2013年5月23日、PS3）
  - 仮面ライダー バトライド・ウォーII（2014年6月26日、PS3・Wii U）
  - 仮面ライダー バトライド・ウォー創生（2016年2月25日、PS3・PS4・PS Vita）
- スーパーヒーロージェネレーション（2014年10月23日、PS3・PS Vita） - サジタリウス・ゾディアーツ / サジタリウス・ノヴァ 役
- 龍が如く0 誓いの場所（2015年3月12日、セガ） - 佐川司 役[52]

### ラジオドラマ
- アドベンチャーロード 「ハートでジャンプ！」（1988年7月18日 - 22日、NHK-FM） - 長渕修 役
- 青春アドベンチャー 「マナカナの大阪LOVERS」（2010年3月1日 - 12日、NHK-FM）[53]
- ラジオシアター〜文学の扉 「桃太郎」 「猿蟹合戦」（2013年4月7日・14日、TBSラジオ）[54]
- FMシアター（NHK-FM）
  - SMILE！（2016年2月6日） - 小林鋼吉 役[55]
  - トライ」（2016年11月26日） - 上原和生の父 役[56]
- ラジオドラマ 師匠シリーズ（JFN） - ストーリーテラー（2016年8月）、小川所長 役（2017年8月）

### 玩具
- プレミアムバンダイ限定 仮面ライダーフォーゼ ゾディアーツスイッチ十二使徒セット（2012年4月、バンダイ） - 我望光明 役

### その他
- チコちゃんに叱られる!　（NHK） - 検証・再現ドラマ担当

## プロデュース

### 映画
- 卒業プルーフ（1987年） - プロデューサー・共同脚本

## 音楽

### アルバム
- ガラスの世代（1986年）

## 著書
- 『いま危険な魅青年: 火傷するような男といわれたい』ワニブックス、1984年
- 『気がつけば100km走ってた──二代目自転車名人 鶴見辰吾の自転車本』実業之日本社、2010年
- 『とことん自転車』小学館新書、2015年
- 『51歳の初マラソンを3時間9分で走ったボクの練習法』SB新書、2016年